# Fàngorn
Fàngorn és el bosc situat al nord-est d'Ísengard, al sud de la terra de Lórien (una terra que bàsicament és un bosc poblada íntegrament per elfs on els visitants no són molt benvinguts encara que tracten molt bé a la germandat de l'anell degut a la seva missió, la seva reina és la Galadriel i el rei el cavaller Celeborn) i al nord de les terres anomenades com a Ròhan ocupades pels homes genets, els senyors dels cavalls que són sempre fidels al regne de Góndor.
Aquest bosc és la casa dels ents, els arbres als quals els elfs fa molts mil·lennis, en una altra era, els van donar vida i els van ensenyar a parlar i a raonar per si mateixos. Són els encarregats pels elfs de cuidar els arbres (ent, en elf clàssic significa pastor d'arbres) que sovint ataquen als viatgers.
Odien els orcs perquè destrossen els arbres els cremen i no els mostren cap respecte cap a ells. Fa molt de temps van perdre les dones ents i ara no es poden reproduir. Segurament l'ent més important i conegut sigui en Barbabrat o en Fangorn el primer ent de tots, el que dona nom al bosc i el que crida la Cambra dels Ents, un òrgan que s'encarrega de prendre les decisions dels ents.
Tenen molta importància al llibre Les Dues Torres, ja que, enfurismats per la destrossa d'en Sàruman malmetent el bosc i cremant arbres per les seves forges, decideixen reunir tots els ents, i fer la seva última gran marxa contra Ísengard, amb en Merry i en Pippin com acompanyants.